# Краскув (Опольське воєводство)
Краскув (пол. Krasków, нім. Kraskau) — село в Польщі, у гміні Ключборк Ключборського повіту Опольського воєводства.
Населення — 573 особи (2011).

## Демографія
Демографічна структура станом на 31 березня 2011 року:
|          | Загалом | Допрацездатний вік | Працездатний вік | Постпрацездатний вік |
| -------- | ------- | ------------------ | ---------------- | -------------------- |
| Чоловіки | 278     | 50                 | 193              | 35                   |
| Жінки    | 295     | 40                 | 189              | 66                   |
| Разом    | 573     | 90                 | 382              | 101                  |